# Стрижов, Дмитрий Владимирович
Дми́трий Влади́мирович Стрижо́в (род. 19 февраля 1967, Ленинград) — русско-американский художник, поэт, прозаик, культурный деятель, продюсер.

## Биография

### Детство и юность
Родился 19 февраля 1967 года в Ленинграде, здесь же провёл детство и юношеские годы.
Получил художественное образование:
- 1974—1979 — Ленинградские художественные школы
- 1983-89 — обучался в Академии художеств, имени Репина (с перерывом на армию)
- 1988-90 — стал одним из основателей «Ленинградского Товарищества Свободных Художников»

В юности, в 80-е годы, принимал активное участие в жизни и развитии Ленинградского рок-клуба.
В этот же период тесно дружил и сотрудничал с музыкантами: Майком Науменко (группа «Зоопарк»), Борисом Гребенщиковым (группа «Аквариум»), Виктором Цоем (группа «Кино»), Сергеем Курехиным, участниками группы «АукцЫон», и другими музыкантами.
Впоследствии, в середине 1990-х — начале 2000-х годов организовывал многим из них концертные туры в крупнейших городах США (Нью-Йорк, Чикаго, Бостон, Вашингтон (округ Колумбия) и других городах).
В 1990 году переехал в Нью-Йорк, США, где с самого начала его пребывания произошли значимые знакомства, и завязалась дружба с поэтом Иосифом Бродским, битниками — Алленом Гинзбергом, Уильямом Берроузом, известным хореографом Еленой Чернышевой (в те годы Директором Американского Театра балета), балетмейстером Михаилом Барышниковым, Александром Либерманом — главным редактором журнала «Conde Nast Publications», Лу Кристи — известным американским исполнителем и многими другими известными людьми.

### Живопись и выставки

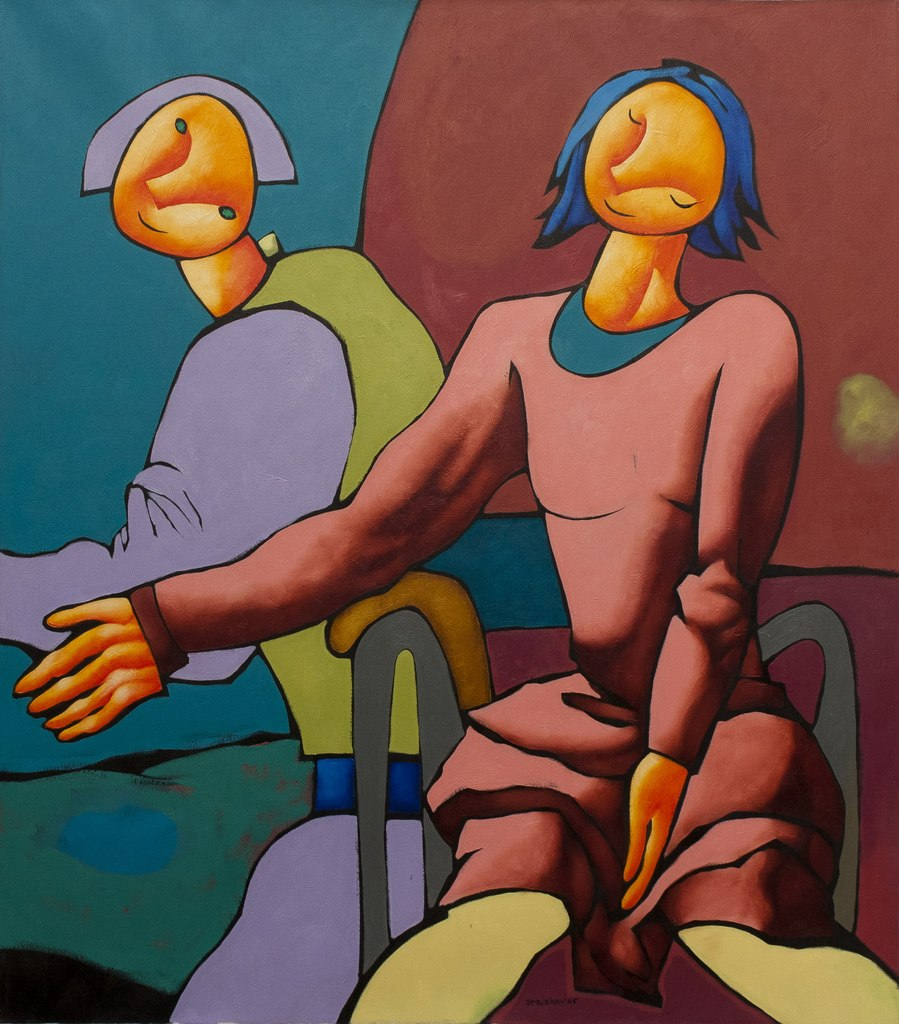
«Together» Картина Художника Дмитрия Стрижова 2005 год.

Начиная с 1990 года и по настоящее время у художника Дмитрия Стрижова было проведено уже более 40 выставок картин в галереях по всему миру. Множество его работ представлены в коллекциях музеев Германии, Америки, России и других стран, а также в частных коллекциях.
Наиболее значимые выставки:
- 1991 год — Albright-Knox Art Gallery, Buffalo, NY
- 2000 год — Frieda & Roy Furman Gallery, Lincoln Center, NY

В 1998 году выходит монография известного, авторитетного арт-критика Robert C. Morgan — «The Enigmatic World of Dmitri Strizhov»,
В 2004 году работы Дмитрия Стрижова вошли в сборник о живописи, скульптуре и искусстве — «Искусство России — Russian Art Guide» (стр. 440—443), М.
2008 году Дмитрий Стрижов попал в книгу-сборник фото-художника Yoshiki Nagasaka «10 years after» о выдающихся людях Нью-Йорка,

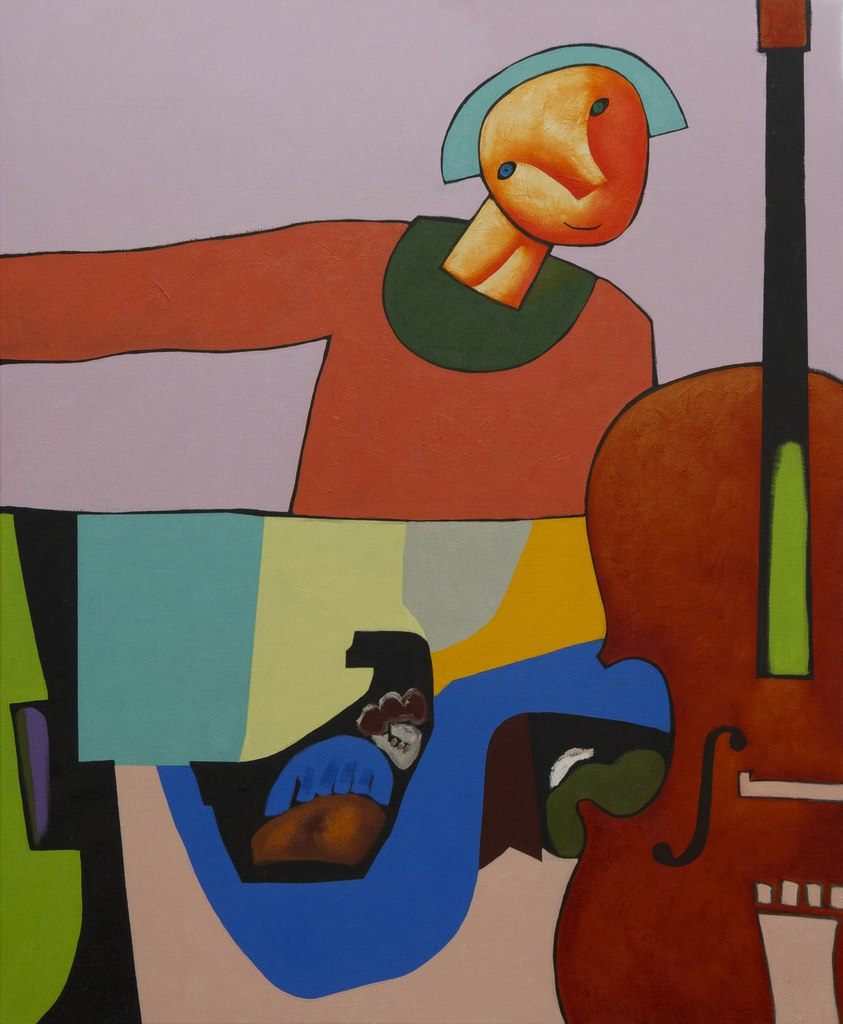
«Только что услышанная Музыка» 2013 художник Дмитрий Стрижов

Дмитрий Стрижов и его работы упоминаются в статьях таких журналов, как: ARTNEWS, ART IN AMERICA, ART & ANTIQUES, ARCHITECTURAL DIGEST, U.S.ART, PROMENADE, BALLETT-JOURNAL (Germany), WHERE (New York), LOS ANGELES TIMES, KURIER (Germany), SCHAUFENSTER (Germany), THE ENDLESS MOUNTAINS REVIEW, INDULGE, ART BUSINESS NEWS, THE DENVER POST, INTERMOUNTAIN JEWISH NEWS, DENVER DESIGN RESOURCES, SAN FRANCISCO ARTS MONTHLY, IMPACTO LATIN NEWS, TREFF-PUNKT (Germany), ARTEXPO NEW YORK VOLUME 21, ART TIMES.

### Декорации к балетным и театральным постановкам
За период с 1990 по 2005 год Стрижов создал более 30-ти декораций для различных балетных и театральных постановок, в числе которых Офф-Бродвейские, Венская государственная опера и другие.
В 1992 году Дмитрий Стрижов был приглашён Дирекцией Венской государственной оперы, для выполнения декораций к балету «Дон-Кихот». Где он работал с хореографом мировой величины — Еленой Чернышевой.

### Стихи и проза
С самого начала 90-х годов Дмитрий Стрижов активно печатает свои стихи и прозу в русскоязычных американских изданиях: «Новый Журнал» (1994-95 года), «Новое Русское Слово» и др.
В 1992 году выходит сборник его стихов «Ранние вода и земля», изд. «Adventure Publishing», New York, U.S.A.
Поэт Иосиф Бродский пишет предисловия к сборникам прозы Стрижова «Вымыслы» в 1993 году и сборнику стихов «Триумфальный дым» в 1994 году.
С 1995 по 2000 год в Нью-Йорке Дмитрий Стрижов выпускал журнал «PROFILE», где освещаются все аспекты современного искусства, архитектуры, дизайна, музыки и литературы. В нём печатаются такие авторы, как: Иосиф Бродский, Сергей Курехин, Константин Кузьминский, Джон Наринс, Джоэл Лобенталь, Виктор Соснора, многие другие, а также он сам.

### Музыка
В 1992 году, в Нью-Йорке Дмитрием Стрижовым основан музыкальный лейбл «Proforma Records Inc.», впоследствии выпустивший шесть сольных музыкальных альбомов самого Дмитрия, а также множества музыкальных групп, в числе которых: альбом «Лилит» Бориса Гребенщикова и группы «The Band» в 1997 году, альбом «Небо напополам» группы «АукцЫон» в 1999 году, альбом «Chemical Angel» — Олега Сакмарова и Ильи Кормильцева в 2001 году, а также выпустил альбомы групп — «NetSlov», «Тихо», «Gharmon» и других известных музыкальных коллективов.

#### Дискография[7]
Дмитрий Стрижов выпустил на своем музыкальном лейбле «Proforma Records Inc.» шесть сольных альбомов своих стихов в жанре «spoken word»:
- «Ручной слон», 1992 год
- «Прогулки под северным небом», 1993-94 года, совместно с группой «Obermaneken»
- «Fake Loser», 2000 год, совместно с Taras Mashtalir
- «Ненормативная лексика», 2002 год, совместно с Taras Mashtalir
- «60-я параллель», 2003 год, совместно с Taras Mashtalir
- «Lifetime Girlfriend», 2007 год, совместно с группой «PCP»

#### Продюсерская деятельность
- 1997 год — альбом «Лилит», Бориса Гребенщикова и группы «The Band»
- 2005 год — альбом «Топот», Princessa
- 2009 год — альбом «Sex & Violance», группы «Сниму в кино»
- 2014 год — альбом «Воображаемая любовь», группы «Сниму в кино»

В 2008 году Дмитрий Стрижов основал в Санкт-Петербурге два концептуальных музыкальных проекта — «Сниму в кино» и «ПРОДАМРОЯЛЬ», которые исполняют песни на его тексты.

### Архитектура
С 1992 года он также руководит студией дизайна «Proforma Studio».
1998 год — Был приглашен Денверским медико-исследовательским центром для создания росписи холла.
На сегодняшний день Дмитрий Стрижов выполнил множество дизайн-архитектурных проектов, для частных лиц и крупных компаний в Америке и России.

## Список литературы
- Книга «The Enigmatic World of Dmitri Strizhov» Robert C. Morgan, изд. «Global Curiosity, Inc.» U.S.A., 1998
- Интервью: Журнал Собака. RU http://www.sobaka.ru/city/portrety/4267
- www.strizhov.com
- http://proformastudio.ru
- Статья-интервью в журнале «На Невском», № 3 [134], март 2008.
- http://www.strizhov.com/about/press/press.htm
- «Ballett-Journal Das Tanzarchiv», № 2, April 1992
- Hamptons 9/4/98 год стр 74;
- U.S.ART 11/98 стр 73;
- IMPACTO LATIN NEWS 11/25/98 стр.19;
- INTERMOUNTAIN JEWISH NEWS 4/9/99 стр.13;
- ARCHITECTURAL DIGEST 11/98;
- WHERE (New York) 9/91 стр 13.;
- WHERE (New York) 9/94 стр 19;
- News Times 11/17/90 стр. 27